# Летан
Лета́н (фр. Létanne) — коммуна во Франции, находится в регионе Шампань — Арденны. Департамент коммуны — Арденны. Входит в состав кантона Музон. Округ коммуны — Седан.
Код INSEE коммуны — 08252.
Коммуна расположена приблизительно в 220 км к востоку от Парижа, в 85 км северо-восточнее Шалон-ан-Шампани, в 37 км к юго-востоку от Шарлевиль-Мезьера, в месте впадения реки Вама в Мёз.

## Население
Население коммуны на 2008 год составляло 126 человек.
| 1962 | 1968 | 1975 | 1982 | 1990 | 1999 | 2008 |
| ---- | ---- | ---- | ---- | ---- | ---- | ---- |
| 94   | 123  | 107  | 106  | 99   | 104  | 126  |

## Экономика

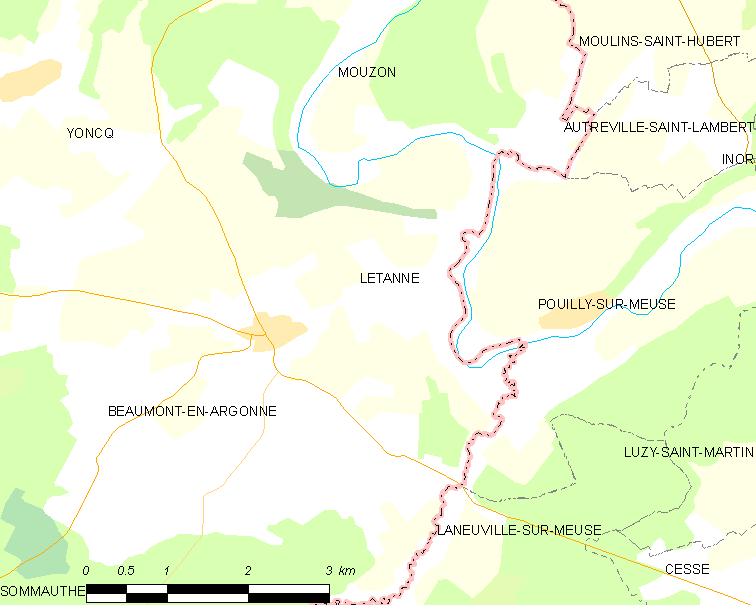
Карта коммуны

В 2007 году среди 70 человек в трудоспособном возрасте (15—64 лет) 44 были экономически активными, 26 — неактивными (показатель активности — 62,9 %, в 1999 году было 63,6 %). Из 44 активных работали 39 человек (27 мужчин и 12 женщин), безработных было 5 (2 мужчин и 3 женщины). Среди 26 неактивных 8 человек были учениками или студентами, 7 — пенсионерами, 11 были неактивными по другим причинам.